# O krasnalach i Wigilii
O krasnalach i Wigilii – polski film animowany z 2003 roku. Adaptacja utworu Marii Konopnickiej.

## Treść
Zbliża się Wigilia Bożego Narodzenia. Krasnoludki udają się do swojej podziemnej groty na zimowy sen. Jeden z nich, imieniem Podziomek, błądzi i nie może trafić domu. Podczas wędrówki spotyka lisa Sadełko, który prosi go o przysługę. Podziomek zgadza się mu pomóc nie podejrzewając, że podstępny lis ma niecne plany.

## Obsada (głosy)
- Ewa Złotowska
- Maciej Damięcki
- Wieńczysław Gliński
- Jarosław Boberek
- Jacek Bończyk
- Krystyna Królówna
- Wojciech Paszkowski
- Annamaria Górna